# Palmrain
 (avril 2020).
Si vous disposez d'ouvrages ou d'articles de référence ou si vous connaissez des sites web de qualité traitant du thème abordé ici, merci de compléter l'article en donnant les références utiles à sa vérifiabilité et en les liant à la section « Notes et références ».
Le Palmrain est un pont routier enjambant le Rhin et reliant la France (RD 105) à l'Allemagne entre Huningue et Weil am Rhein. Inauguré le 29 septembre 1979, c'est le pont routier situé le plus au sud de l'Alsace. À la sortie du pont côté France se trouvait le bureau des douanes franco-allemand de Huningue Pont. Ce bureau fut inauguré le 8 décembre 1981 par Jacques Campet, Directeur Général des douanes. Il fut fermé le 31 décembre 1992 au moment de l'ouverture des frontières de l'UE. 

## Histoire
Le pont fut érigé en lieu et place d'un ancien pont de chemin de fer volant ouvert au trafic datant de 1843 et emporté par une crue à la suite du bombardement des écluses de Kembs en 1944. 
Après la Seconde Guerre mondiale, un service de bac fut mis en service et c'est à la fin des années 1960 que les municipalités des communes de Village-Neuf, Huningue et Weil am Rhein établirent un accord sur la construction du pont Palmrain du nom donné par les habitants du pays de Bade à l'ancien pont de chemin de fer.